# Popis hrvatskih veleposlanika na Cipru
Republika Hrvatska i Republika Cipar održavaju diplomatske odnose od 4. veljače 1993. Sjedište veleposlanstva je u Ateni.

## Veleposlanici
Hrvatska nema rezidentno veleposlanstvo na Cipru. Veleposlanstvo Republike Hrvatske u Helenskoj Republici pokriva Armeniju, Cipar i Gruziju.
| Veleposlanik           | Postavljenje        | Opoziv              | Sjedište |
| ---------------------- | ------------------- | ------------------- | -------- |
| Ivica Maštruko         | 2. lipnja 1993.     |                     | Rim      |
| Davorin Rudolf         | 9. ožujka 1994.     | 21. kolovoza 2000.  | Rim      |
| Dragoljub Kraljević    | 26. studenoga 2001. | 16. listopada 2005. | Rim      |
| Tomislav Vidošević     | 23. svibnja 2006.   | 15. kolovoza 2012.  | Rim      |
| Damir Grubiša          | 8. ožujka 2013.     | 28. veljače 2014.   | Rim      |
| Ivan Velimir Starčević | 1. ožujka 2014.     | 31. kolovoza 2017.  | Atena    |
| Aleksandar Sunko       | 5. ožujka 2018.     |                     | Atena    |

## Vanjske poveznice
- Cipar na stranici MVEP-a